# كورت بارون فون شرودر
كورت بارون فون شرودر (بالألمانية: Kurt Freiherr von Schröder)‏ هو مصرفي ألماني، ولد في 24 نوفمبر 1889 في هامبورغ في ألمانيا، وتوفي بنفس المكان في 4 نوفمبر 1966.

## وصلات خارجية
- كورت بارون فون شرودر على موقع مونزينجر (الألمانية)